# Брег (река)
Брег је река у Немачкој у савезној држави Баден-Виртемберг. То је десна и дужа саставница Дунава. Извире на Шварцвалду на надморској висини од 1.078 метара и тече кроз градове Фуртванген и Ференбах, све до састава са реком Бригах, у месту Донауешинген. Дужина тока је око 49 km.

## Притоке
Река Брег има 36 притока. Овде су издвојене важније.
- Шуценбах (лева)
- Хинтере Брег (десна)
- Рорбах (лева)
- Лангенбах (лева)
- Линах (десна)
- Хамербах (десна)
- Форбах (лева)
- Колдобелбехле (лева)
- Рајхенбехле (десна)
- Вајхербах (лева)
- Ландграбен (десна)
- Ротенбах (десна)